# トップナイフ (小説)
『トップナイフ』は、林宏司の小説。2019年12月26日に河出文庫から出版。
2020年1月期に日本テレビ系でテレビドラマ化された。

## 登場人物
深山瑤子（みやま ようこ）〈50〉
東都総合病院 脳神経外科次長。
脳動脈瘤のスペシャリスト。バツイチ。
プールで泳ぐ習慣を20年間続けている。
黒岩健吾（くろいわ けんご）〈53〉
東都総合病院 脳神経外科顧問兼副部長。
脳腫瘍のスペシャリスト。独身。
オペの合間に講演、テレビ出演を行なっている。女関係が派手。
世界最高の脳外科医に与えられるトップナイフ賞を日本で初めて受賞する。
小机幸子（こづくえ さちこ）〈26〉
東都総合病院 脳神経外科専門研修医。
東都大学医学部を首席で卒業。
「アメリカの論文では…」と講釈を垂れることが多い。
西郡琢磨（にしごおり たくま）〈34〉
東都総合病院 脳神経外科医。
外科もカテーテルも出来る二刀流。
黒岩とは仲が悪い。
小沢真凛（おざわ まりん）〈23〉
東都総合病院 脳神経外科看護師。
今出川孝雄（いまでがわ たかお）〈61〉
東都総合病院 脳神経外科部長。
沢城真一（さわしろ しんいち）
深山の元夫。医療機器メーカー勤務。
沢城薫（さわしろ かおる）
沢城の妻。沢城が勤めている医療機器メーカーの元事務員。
節約家。滅多に外食はさせない。
沢城真実（さわしろ まみ）〈16〉
深山と沢城の間に出来た娘。高校ではチアリーディング部に所属している。
継母の薫とは仲が悪い。
吉永玲子（よしなが れいこ）
6年前、週3ペースで六本木のクラブに入っていたホステス。女優も行なっている。
黒岩との間に、息子が1人いる。
吉永保（よしなが たもつ）〈5〉
黒岩と玲子の間に出来た息子。
大人しく、敬語が使える。

## テレビドラマ
『トップナイフ-天才脳外科医の条件-』（トップナイフ てんさいのうげかいのじょうけん）のタイトルで2020年1月11日から3月14日まで毎週土曜日22時 - 22時54分に、日本テレビ系の「土曜ドラマ」で放送された。主演は天海祐希。平均視聴率は「戦力外捜査官」以来6年ぶりに11%を上回った。

### キャスト

#### 東都総合病院
脳神経外科医師
- 深山瑤子〈50〉 - 天海祐希
- 黒岩健吾〈53〉 - 椎名桔平
- 小机幸子〈26〉 - 広瀬アリス
- 西郡琢磨〈34〉 - 永山絢斗
- 今出川孝雄〈61〉 - 三浦友和

看護師
- 犬飼剛〈35〉 - 福士誠治
- 小沢真凛〈23〉 - 森田望智
- 伏見愛子〈29〉 - 藤本泉

その他
- 玉井静香〈24〉（部長秘書） - 宮本茉由
- 織田直人（救命医） - アキラ100%
- 城田奨（救命医） - 西野大作
- 宮本英二 - 若林秀敏
- 楠田良太郎 - 中川あきら
- 浜田礼子（麻酔科医） - 大藤由佳

#### その他
- 来島達也〈30〉（BAR「カサブランカ」オーナー） - 古川雄大
- 沢城真実（深山の娘） - 桜田ひより（幼少期：浅田芭路）
- 田辺保〈6〉（黒岩と美由紀の間に出来た息子） - 嶺岸煌桜

#### ゲスト
第1話
- 宅間みどり - 堀内敬子
- 宅間浩〈53〉 - 二階堂智
- 宅間武志 - 安光隆太郎（8年前：平野虎冴）
- 宅間未来 - 田中里念（8年前：川田秋妃）
- 上野真里 - 長内絵里香

第2話
- 桑原和子〈58〉 - 濱田マリ
- 牧羽由香里〈35〉 - 松本若菜
- 田辺美由紀（黒岩の元愛人） - 内田慈（第9話）
- 桑原茂（桑原和子の夫） - 伊藤正之
- 山田千春（西郡の妹） - 三浦透子（第4話・第5話）
- 田島隆一 - 岩田知幸

第3話
- 神戸一郎〈54〉 - 池田成志
- 赤坂進次郎〈31〉 - 金井勇太
- 沢城真一（深山の元夫） - 小市慢太郎（第4話・第7話・第8話・最終話）
- 山田喜和子〈70〉（西郡の母） - 中尾ミエ（第4話・第5話）
- 京子（黒岩のヘルパー） - 上原奈美（第7話 - 第9話）
- 百合（赤坂の彼女） - 藤井千帆
- 神戸優子（神戸の娘） - 河合優実

第4話
- 山口清 - 本田博太郎
- 内田正〈61〉 - 綾田俊樹

第5話
- 景浦祐樹〈34〉（ピアニスト） - 柿澤勇人
- 根岸麻理恵〈34〉 - 大西礼芳
- 大原里子（景浦のマネージャー） - 原扶貴子
- 大久保（鑑識官） - 水野智則

第6話
- 大澤卓司〈40〉 - 山本浩司
- 原田保〈28〉 - 笠松将
- 木元佐代美〈20〉 - 吉田美佳子
- 三島ここ - 前田織音

第7話
- 滝野祥子〈38〉 - 原沙知絵
- 花井 - 茅島成美
- 池谷 - 木村了
- 西川 - 夙川アトム
- 沢城薫（沢城真一の妻、真実の継母） - 酒井美紀（第8話・最終話）
- 松木健介 - 清水優
- 真実の義弟 - 高橋謙
- 前川洋一〈70〉 - 金田明夫（第8話）
- 前川純子 - 原日出子（第8話）

第8話
- 今出川里美〈56〉（今出川の妻） - 有森也実（第9話・最終話）
- 青いワンピースの美少女 - 片山友希

第9話
- 添野良美 - 鈴木杏（最終話）
- 添野徹〈14〉 - 田中奏生（最終話）
- 前園（東都総合病院 理事長） - 村井國夫
- 片岡鶴太郎 - 本人
- 探偵 - 六角慎司

### スタッフ
- 原作 - 林宏司『トップナイフ』（河出文庫刊）
- 脚本 - 林宏司
- 音楽 - 横山克、鈴木真人
- 主題歌 - JUJU 「STAYIN' ALIVE」（ソニー・ミュージックレーベルズ）[8]
- 医療監修 - 新村核、岩出康男、谷川緑野、本田俊哉、松本尚、中村光伸、堤佐斗志
- 看護指導 - 石田喜代美
- 医療CG - 奥山正次（デキサ）、横山敦子（GAIN）
- 医療担当助監督 - 竹中修
- 医療協力 - セコメディック病院、第一会若葉クリニック
- 制作協力 - AX-ON
- 協力プロデューサー - 難波利昭、岡宅真由美、白石香織
- チーフプロデューサー - 池田健司
- プロデューサー - 鈴木亜希乃、茂山佳則
- 演出 - 大塚恭司、佐久間紀佳、茂山佳則
- 製作著作 - 日本テレビ

### 放送日程
| 話数                                                                          | 放送日  | サブタイトル                                                                                            | ラテ欄                        | 演出       | 視聴率 |
| ----------------------------------------------------------------------------- | ------- | --- | ----------------------------- | ---------- | ------ |
| 第1話                                                                         | 1月11日 | 脳神経外科医・深山が 部長から押し付けられたのは 3人のクセ者ドクターのまとめ役だった…                    | 脳の謎に挑む! 天才の頂上決戦  | 大塚恭司   | 13.0%  |
| 第2話                                                                         | 1月18日 | 医師からのストーカー被害を訴える女性。 黒岩、西郡、そして今出川までもが 身に覚えが…一体誰だ!?           | 脳の不思議…ストーカーの謎!    | 佐久間紀佳 | 12.4%  |
| 第3話                                                                         | 1月25日 | 元患者が「深山のオペで殺された!」と主張! “殺人容疑”で深山が連行される事態に!?                           | 女帝に殺人容疑!? 捨てた過去   | 佐久間紀佳 | 12.9%  |
| 第4話                                                                         | 2月01日 | 身元不明で搬送された女性は、 かつて西郡の手術が原因で 記憶をなくした患者だった。 さらにその正体は－－。 | 手術ミス!? 失われた記憶と殺意 | 茂山佳則   | 10.6%  |
| 第5話                                                                         | 2月08日 | 黒岩の実力を前に自信をなくした西郡だったが、 今出川は難しいオペにあえて西郡を指名する－。               | 天才の激突! 勝負のオペの行方  | 茂山佳則   | 09.1%  |
| 第6話                                                                         | 2月15日 | 自分の幻“ドッペルゲンガー”が見えると診察に来た大澤は、 かつて深山に病院をクビにされた医者だった－。     | 緊急密室オペ! 女帝に復讐せよ  | 大塚恭司   | 10.1%  |
| 第7話                                                                         | 2月22日 | “人の顔が認識できない”患者・祥子を巡り、院内で事件が勃発! さらに、深山の娘・真実が病院に潜入!?          | 顔がわからない恐怖 犯人は誰?  | 佐久間紀佳 | 10.6%  |
| 第8話                                                                         | 2月29日 | 自分の麻痺した左腕を“愛する女性”と思い込む患者・前川。 妻・純子は、手術の同意書へのサインを拒絶する!    | 左腕が恋人!? 奇妙な略奪愛!    | 茂山佳則   | 11.0%  |
| 第9話                                                                         | 3月07日 | 妻・里美の治療の為に全てを捨てる覚悟の今出川から、 深山は脳外部長の後任を託されるが…。                  | 最終章! ワンチームで難手術    | 佐久間紀佳 | 11.4%  |
| 最終話                                                                        | 3月14日 | 妻の治療の為に全てを捨てた今出川の下、 トップナイフ達が結集し最難関のオペに挑む……!                      | 母の本音…涙の先にある結末!    | 大塚恭司   | 11.6%  |
| 平均視聴率 11.3% （視聴率はビデオリサーチ調べ、関東地区・世帯・リアルタイム） |         | |                               |            |        |

### 映像配信
動画配信サービス「日テレ TADA」「TVer」「GYAO!」にて最新話を1週間無料配信。
動画配信サービス「Hulu」にて作品を配信。

### Huluオリジナルストーリー
本編終了後に、「天才看護師の条件」前編・後編が動画配信サービス「Hulu」で独占配信される。

### 関連商品
Blu-ray・DVD
- ドラマ「トップナイフ-天才脳外科医の条件-」Blu-ray BOX：2020年9月2日発売、バップ、ディスク6枚、品番：VPXX-71812
- ドラマ「トップナイフ-天才脳外科医の条件-」DVD-BOX：2020年9月2日発売、バップ、ディスク6枚、品番：VPBX-14019

サウンドトラック
- ドラマ「トップナイフ-天才脳外科医の条件-」オリジナル・サウンドトラック：2020年2月26日発売、バップ、品番：VPCD-86304

| 日本テレビ系 土曜ドラマ                    | 日本テレビ系 土曜ドラマ                                      | 日本テレビ系 土曜ドラマ                                  |
| 前番組                                     | 番組名                                                       | 次番組                                                   |
| ------------------------------------------ | ------------------------------------------------------------ | -------------------------------------------------------- |
| 俺の話は長い （2019年10月12日 - 12月14日） | トップナイフ-天才脳外科医の条件- （2020年1月11日 - 3月14日） | 未満警察 ミッドナイトランナー （2020年6月27日 - 9月5日） |